# Concepción (vulkan)
Concepción je jedan od dva vulkana (drugi je Maderas) koji se nalazi na otoku Ometepe u jezeru Nikaragva. Nikaragva.
Concepción je aktivni stratovulkan smješten na sjeverozapadu otoka Ometepe. Njegova posljednja erupcija bila je 11. prosinca 2009. Erupcije karakteriziraju česte i srednje velike eksplozije.
Vulkan je visok 1.610 metara nadmorske visine. 